# SpaceX CRS-7
SpaceX CRS-7 foi um foguete de carga de suprimentos para a Estação Espacial Internacional, lançado por uma empresa privada dos Estados Unidos e contratado pela NASA, e que foi lançado em 28 de junho de 2015. O SpaceX CRS-7 acabou por se desintegrar aos 139 segundos (aproximadamente 3:20 minutos) de voo após o lançamento a partir do Cabo Canaveral, justo antes do primeiro estágio se separar do segundo estágio. Foi o novo voo para a espaçonave não-tripulada de carga Dragon da SpaceX e a sétima missão operacional contratada para a NASA sob um contrato Commercial Resupply Services contract. O veículo, como toda espaçonave Dragon, foi lançado no Falcon 9 v1.1. Foi o décimo-nono voo geral para o Falcon 9 e o décimo-quarto para o substancialmente melhorado Falcon 9 v1.1.

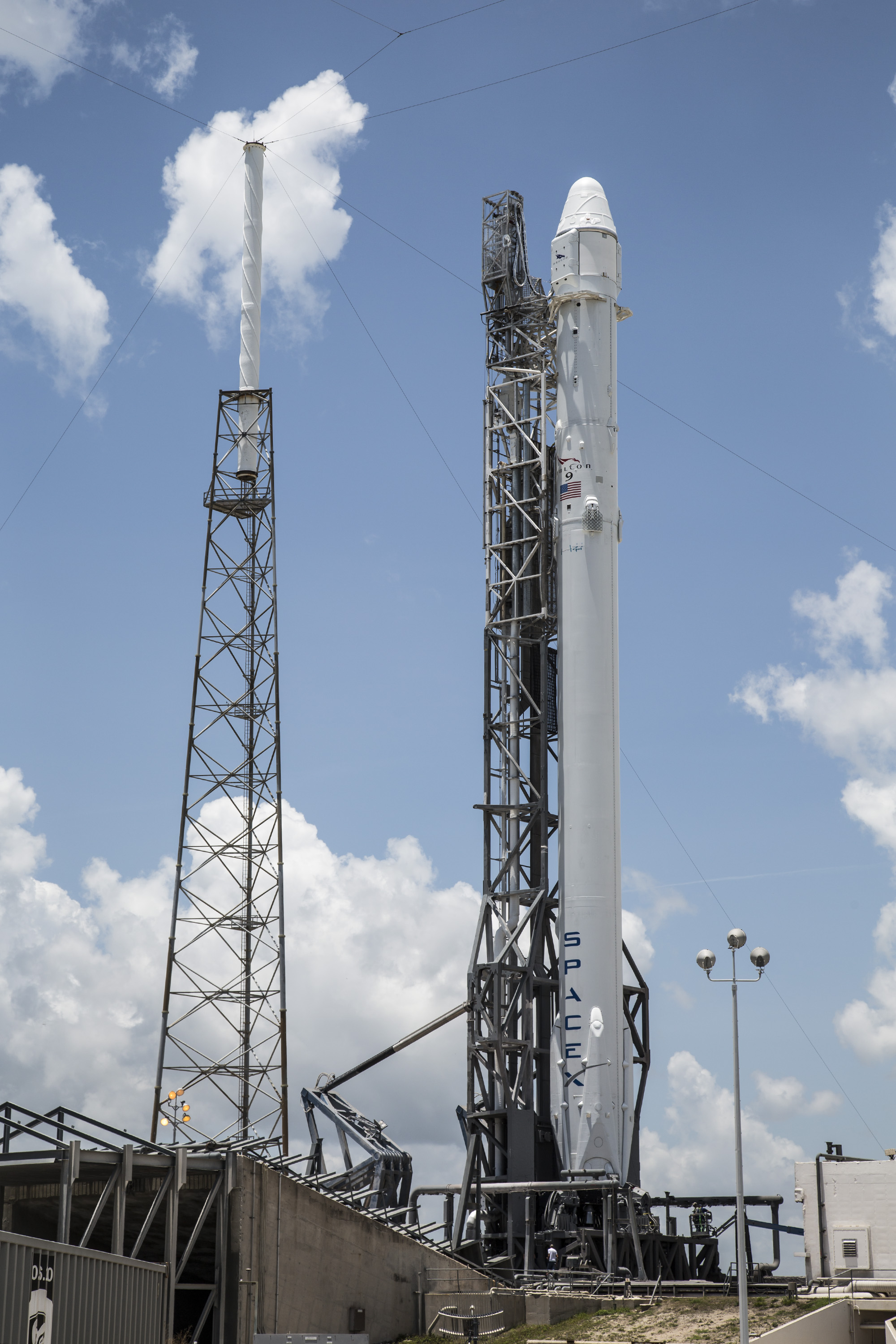
SpaceX CRS-7 antes do lançamento.

## Falha no lançamento
As descobertas preliminares da investigação de 20 de julho de 2015 apontaram para a falha de um suporte de aço dentro do tanque de oxigênio líquido do estágio superior. A falha do suporte causou escape de hélio da garrafa pressurizada que estava suportando, pressurizando excessivamente o tanque de oxigênio.